# Bora (langue)
Pour les articles homonymes, voir Bora (homonymie).
Le bora est une langue witotoane parlée en Amazonie péruvienne dans le bassin de la rivière Putumayo et dans les régions proches du Sud-Est de la Colombie et du Brésil.

## Variétés
Le miraña est un dialecte du Bora. Les Miranha du Brésil ne parlent plus le dialecte qui survit parmi un groupe d'une centaine de personnes en Colombie.

## Communication
Les tambours parleurs,aussi appelés Manguarès, sont par deux: un mâle qui donne des sons aigus et une femme qui donne des sons graves. Leur dimension est de deux mètres de long, creusée dans des troncs épais accompagnée de maillet pour pouvoir propager le son. Ce moyen de communication est utilisé pour émettre des annonces, tel qu'un décès ou l'arrivée d'un invité. Les fréquences s'étendent sur vingt kilomètres de distance entre plusieurs communautés. Ce langage est codé sous forme de percussion, les tambours imitent la façon de parlée en utilisant les intonations de la langue.Plus précisément, les premiers battements indiquent le sujet de l'annonce puis viens le nom du destinataire et enfin le message.

## Phonologie

### Voyelles
|         | Antérieure | Centrale | Postérieure |
| ------- | ---------- | -------- | ----------- |
| Fermée  | i [i]      | ɨ [ɨ]    | u [ɯ]       |
| Moyenne | e [e]      |          | o [o]       |
| Ouverte |            | a [a]    |             |

### Consonnes
|              |              | Bilabiales | Dentales | Dorsales          | Dorsales       | Dorsales      | Glottales |
| ------------ | ------------ | ---------- | -------- | ----------------- | -------------- | ------------- | --------- |
| Palatales    | Vélaires     | Bilabiales | Dentales | Lab.-vél.         |                |               | Glottales |
| Occlusives   | Sourde       | b [p]      | d [t]    |                   | k [k]          | w [kʷ] ~ [kp] | h [ʔ]     |
| Occlusives   | Aspirée      | p [pʰ]     | t [tʰ]   |                   | k, c [kʰ]      |               |           |
| Occlusives   | Palatale     | by [pʲ]    | dy [tʲ]  |                   | gy [kʲ]        |               |           |
| Occlusives   | Aspirée      | py [pʰʲ]   | ty [tʰʲ] |                   | ky [kʰʲ]       |               |           |
| Fricative    | simple       | v [β]      |          |                   | j [x] ~ [h]    |               |           |
| Fricative    | Palatale     | vy [βʲ]    |          |                   | jy [xʲ] ~ [hʲ] |               |           |
| Affriquée    | Sourde       |            | ds [t͡s]  | ll [t͡ʃ] ~ [t͡sʲ]   |                |               |           |
| Affriquée    | Aspirée      |            | ts [t͡sʰ] | ch [t͡ʃʰ] ~ [t͡sʲʰ] |                |               |           |
| Nasale       | Simples      | m [m]      | n [n]    |                   |                |               |           |
| Nasale       | Palatale     | my [mʲ]    | ñ [nʲ]   |                   |                |               |           |
| liquide      | liquide      |            | r [r]    |                   |                |               |           |
| Semi-voyelle | Semi-voyelle |            |          | y [j]             |                |               |           |

## Écriture
| Lettres de l’alphabet bora (Pérou) | Lettres de l’alphabet bora (Pérou) | Lettres de l’alphabet bora (Pérou) | Lettres de l’alphabet bora (Pérou) | Lettres de l’alphabet bora (Pérou) | Lettres de l’alphabet bora (Pérou) | Lettres de l’alphabet bora (Pérou) | Lettres de l’alphabet bora (Pérou) | Lettres de l’alphabet bora (Pérou) | Lettres de l’alphabet bora (Pérou) | Lettres de l’alphabet bora (Pérou) | Lettres de l’alphabet bora (Pérou) | Lettres de l’alphabet bora (Pérou) | Lettres de l’alphabet bora (Pérou) | Lettres de l’alphabet bora (Pérou) | Lettres de l’alphabet bora (Pérou) | Lettres de l’alphabet bora (Pérou) | Lettres de l’alphabet bora (Pérou) | Lettres de l’alphabet bora (Pérou) | Lettres de l’alphabet bora (Pérou) | Lettres de l’alphabet bora (Pérou) | Lettres de l’alphabet bora (Pérou) | Lettres de l’alphabet bora (Pérou) | Lettres de l’alphabet bora (Pérou) | Lettres de l’alphabet bora (Pérou) | Lettres de l’alphabet bora (Pérou) |
| ---------------------------------- | ---------------------------------- | ---------------------------------- | ---------------------------------- | ---------------------------------- | ---------------------------------- | ---------------------------------- | ---------------------------------- | ---------------------------------- | ---------------------------------- | ---------------------------------- | ---------------------------------- | ---------------------------------- | ---------------------------------- | ---------------------------------- | ---------------------------------- | ---------------------------------- | ---------------------------------- | ---------------------------------- | ---------------------------------- | ---------------------------------- | ---------------------------------- | ---------------------------------- | ---------------------------------- | ---------------------------------- | ---------------------------------- |
| A                                  | B                                  | C                                  | CH                                 | D                                  | DS                                 | E                                  | G                                  | H                                  | I                                  | Ɨ                                  | J                                  | K                                  | LL                                 | M                                  | N                                  | Ñ                                  | O                                  | P                                  | R                                  | T                                  | TS                                 | U                                  | V                                  | W                                  | Y                                  |
| a                                  | b                                  | c                                  | ch                                 | d                                  | ds                                 | e                                  | g                                  | h                                  | i                                  | ɨ                                  | j                                  | k                                  | ll                                 | m                                  | n                                  | ñ                                  | o                                  | p                                  | r                                  | t                                  | ts                                 | u                                  | v                                  | w                                  | y                                  |